# SISMI
SISMI（Servizio per le Informazioni e la Sicurezza Militare；情報・軍事保安庁）は、かつて存在したイタリアの情報機関。
SISMIは、1977年10月24日、1965年に創設された国防情報庁（Servizio Informazioni Difesa；略称SID）の諜報機能（SISMI）と防諜機能（SISDE）の分割により創設された。
2006年の改革により、SISMIは対外情報・保安庁（AISE）、SISDEは国内情報・保安庁（AISI）に改編され、イタリアの情報共同体の調整機関として国家安全保障省庁間委員会が設置された。

## 機構
- R（Ricerca：研究）局：対外諜報
- D（Difesa：防衛）局：防諜
- E（Elaborazione：状況処理）局：分析
- 組織犯罪対策局

## 歴代長官
- ジュゼッペ・サントヴィト将軍（1978年1月 - 1981年8月）
- ニーノ・ルガレジ将軍（1981年8月 - 1984年4月）
- フリヴィオ・マルティーニ提督（1984年4月 - 1991年7月）
- ルイージ・ラムポニ（1991年7月 - 1992年7月）
- チェザレ・プッチ将軍（1992年7月 - 1994年7月）
- セルジョ・シラクザ（1994年7月 - 1996年10月）
- ジャンフランコ・バッテリー提督 Gianfranco Battelli（1996年10月 - ）
- ニッコロ・ポッラリ（- 2006年11月）